# چئونگ کا-لونگ
چئونگ کا-لونگ (انگلیسی: Cheung Ka-long؛ زادهٔ ۱۰ ژوئن ۱۹۹۷) شمشیرباز اهل هنگ کنگ است.